# M80 (Hongarije)
De M80 is een Hongaarse autoweg . De weg heeft een lengte van ongeveer 29 km en werd aangelegd tussen 2018 en 2021. De weg loopt van Körmend tot aan de grens met Oostenrijk en gaat daar over in de S7.
M0 ·
M1 ·
M2 ·
M3 ·
M4 ·
M5 ·
M6 ·
M7 ·
M8 ·
M9 ·
M15 ·
M19 ·
M25 ·
M30 ·
M31 ·
M35 ·
M43 ·
M44·
M51 ·
M60 ·
M70·
M76·
M80·
M85·
M86